# Taylor Kitsch
Taylor Kitsch (Kelowna, 8 aprile 1981) è un attore canadese.

## Biografia
La sua carriera inizia nel 2002, quando si trasferisce a New York per studiare recitazione. Tornato a Vancouver ha ottenuto il suo primo ruolo in Snakes on a Plane, al fianco di Samuel L. Jackson. Successivamente compare in The Covenant e Il mio ragazzo è un bastardo, ma il successo arriva per la serie della NBC High School Team (Friday Night Lights) interpretando la parte dell'eroe della squadra di football del liceo Tim Riggins, convincendo sia la critica che il pubblico.
Nel 2008 recita nel film Gospel Hill, ritrovando Samuel L. Jackson. Nel 2009 torna a far parlare di sé interpretando Gambit in X-Men le origini - Wolverine e, due anni più tardi, è il protagonista del fantascientifico John Carter, di Andrew Stanton, e successivamente di Battleship, film ispirato al celebre gioco della Hasbro. Nel 2012 è uno dei protagonisti di Le belve, per la regia di Oliver Stone. Nel 2013 prende parte al film Lone Survivor, incentrato su quattro Navy SEAL, che, in missione in Afghanistan con l'obiettivo di neutralizzare un talebano, vengono assaliti da forze nemiche. Nel 2018 recita in Waco, miniserie tv di 6 episodi, ricoprendo il ruolo del protagonista David Koresh.

## Filmografia

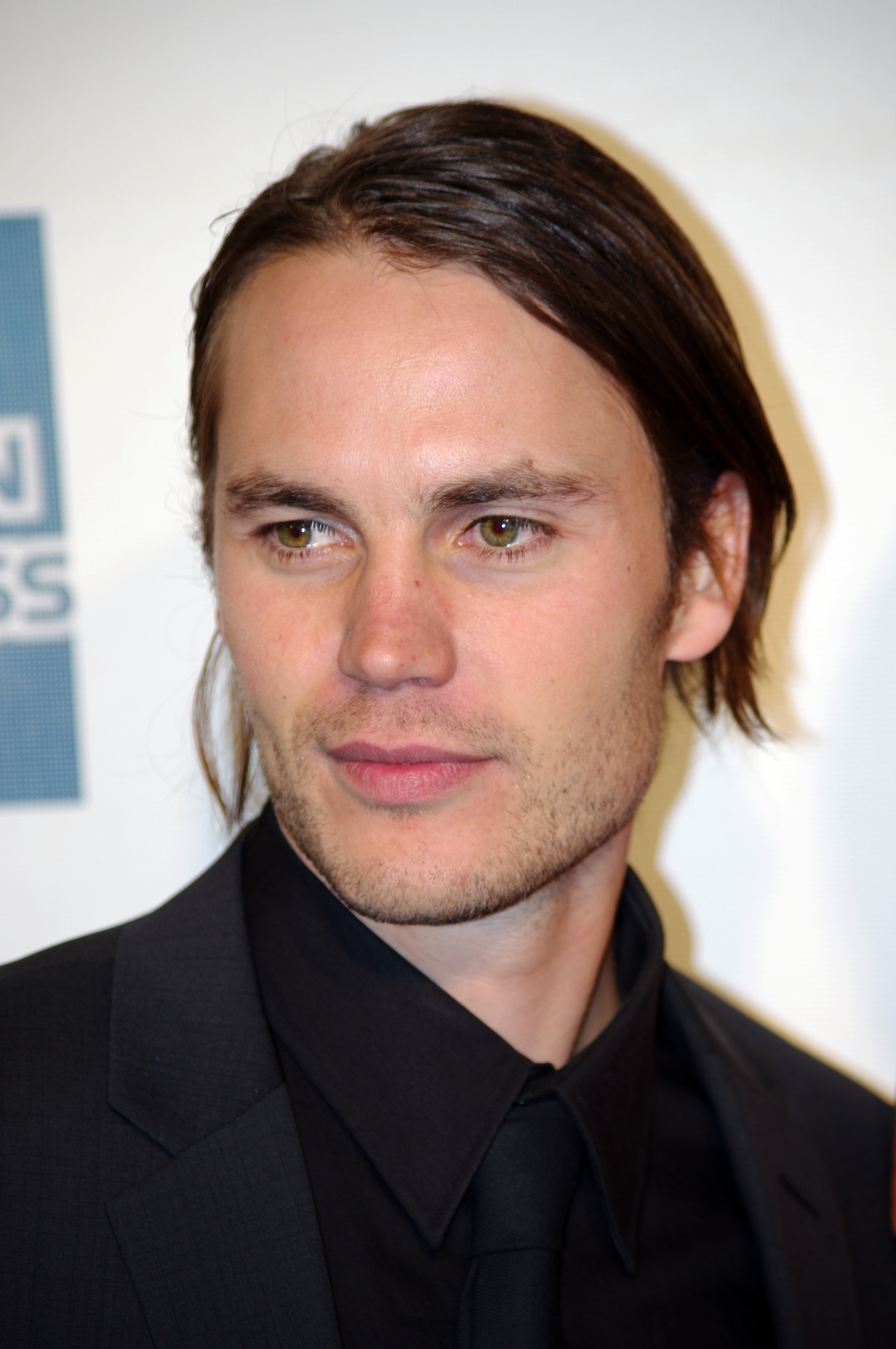
Taylor Kitsch nel 2011

### Cinema
- Snakes on a Plane, regia di David R. Ellis (2006)
- Il mio ragazzo è un bastardo (John Tucker Must Die), regia di Betty Thomas (2006)
- The Covenant, regia di Renny Harlin (2006)
- Gospel Hill, regia di Giancarlo Esposito (2007)
- X-Men le origini - Wolverine (X-Men Origins: Wolverine), regia di Gavin Hood (2009)
- The Bang Bang Club, regia di Steven Silver (2010)
- John Carter, regia di Andrew Stanton (2012)
- Battleship, regia di Peter Berg (2012)
- Le belve (Savages), regia di Oliver Stone (2012)
- Lone Survivor, regia di Peter Berg (2013)
- The Grand Seduction, regia di Don McKellar (2013)
- American Assassin, regia di Michael Cuesta (2017)
- Fire Squad - Incubo di fuoco (Only the Brave), regia di Joseph Kosinski (2017)
- City of Crime (21 Bridges), regia di Brian Kirk (2019)

### Televisione
- Godiva's - serie TV, episodio 2x02 (2006)
- Kyle XY - serie TV, episodio 1x01 (2006)
- Friday Night Lights - serie TV, 68 episodi (2006-2011)
- The Normal Heart, regia di Ryan Murphy (2014) - film TV
- True Detective - serie TV, 7 episodi (2015)
- Waco – miniserie TV, 6 episodi (2018)
- The Defeated - serie TV, 8 episodi (2020)
- The Terminal List - serie TV, 8 episodi (2022-)
- Painkiller - serie TV, 6 episodi (2023)
- American Primeval - miniserie TV, 6 puntate (2025)

## Doppiatori italiani
Nelle versioni in italiano dei suoi film, Taylor Kitsch è stato doppiato da: 
- Andrea Mete in X-Men le origini - Wolverine, Battleship, Le belve, True Detective, City of Crime, American Primeval
- Simone D'Andrea in Lone Survivor, The Normal Heart, American Assassin, The Terminal List, Painkiller
- Francesco Pezzulli in The Covenant, Friday Night Lights, Fire Squad - Incubo di fuoco
- Gabriele Sabatini in John Carter, Waco
- Stefano Crescentini in Snakes on a Plane
- Massimo Triggiani in The Bang Bang Club
- Marco Vivio in The Grand Seduction